# Сукач (деревня)
Сукач (бел. Сука́ч) — деревня в Ганцевичском районе Брестской области Белоруссии. В составе Любашевского сельсовета.
Население — 29 человек.

## География
Расположена в 6 км севернее города Ганцевичи и железнодорожной станции Ганцевичи (на линии Лунинец — Барановичи).

### Гидрография
Около деревни расположен исток реки Бобрик.

## История
Во время Великой Отечественной войны, в период с 30 июня 1941 года по 8 июля 1944 года находилась в оккупации немецкими войсками.